# Raparna melanospila
Raparna melanospila là một loài bướm đêm trong họ Noctuidae.